# Trường Trung học phổ thông Quỳnh Lưu 2
Trường Trung học phổ thông Quỳnh Lưu 2 là một trường Trung học phổ thông công lập có địa chỉ tại xóm 8, xã Quỳnh Văn, huyện Quỳnh Lưu, tỉnh Nghệ An. Trường được thành lập vào tháng 8 năm 1965 với tên gọi Trường Cấp 3 Quỳnh Lưu 2.

## Hình thành
Tháng 8 năm 1965, trường Cấp 3 Quỳnh Lưu 2 được thành lập, đây là năm đầu tiên đế quốc Mỹ đem bom đánh phá miền Bắc, vì thế trường học thời bấy giờ chỉ là những căn hầm lợp tranh tre nứa lá với quy mô 189 học sinh với hai lớp 8, một lớp 9 và một lớp 10.
Ngày nay, trường Trung học phổ thông Quỳnh Lưu 2 đã phát triển khang trang với 51 lớp học, 2.418 học sinh cùng 90 cán bộ giáo viên.
Trường được coi là anh em với trường chuyên HN vì 2 trường từng có logo giống nhau

## Giải thưởng
Năm 2005, nhà trường được Chủ tịch nước trao tặng Huân chương lao động hạng 3.